# Іванківський район (Волинська округа)
Іва́нківський райо́н (до 1925 року — Левківський район) — адміністративно-територіальна одиниця УСРР, що існувала з 1923 по 1930 роки в складі Житомирської (Волинської) округи. Районний центр — село Іванків (до 1925 року — с. Левків).

## Історія та адміністративний устрій
Район утворено 7 березня 1923 року як Левківський (з центром у селі Левків) у складі Житомирської округи (згодом — Волинська округа) Волинської губернії УСРР з Барашівської, Вацківської, Вересівської, Городищенської, Кам'янської, Кмитівської, Левківської, Лукської, Млинищенської, Пісківської, Піщанської, Псищенської, Соколово-Гірської, Станишівської, Студеницької, Троковицької, Чесько-Крошенської сільських рад Левківської та Черняхівської волостей колишнього Житомирського повіту.
Площа території району становила 453,6 квадратних верст. Загальна кількість сільських рад — 17, населених пунктів — 33, з них 9 — до 100 дворів, 22 — від 101 до 500 дворів, 2 — понад 500 дворів. За типом населених пунктів: містечко — 1, сіл — 26, хуторів — 2, колоній — 4.
3 листопада 1923 року в складі району відновлено Російсько-Крошенську сільську раду з центром у селі Російська Крошня. 12 січня 1924 року було передано: Барашівську сільську раду — до складу Троянівського району; Кам'янську, Некрашівську, Піщанську, Троковицьку сільські ради — до складу Черняхівського району.
20 червня 1925 року до складу району включено Антопіль-Боярську, Волосівську, Іванківську, Івницьку, Ліщинську, Ново-Котелянську, Руднє-Грабівську, Старо-Котелянську, Тулинську, Туровецьку сільські ради Андрушівського району, Закусилівську, Коднянську, Пряжівську, Янковецьку сільські ради Коднянського району, утворено Розкопано-Могильську сільську раду з центром у селі Розкопана Могила.
Відповідно до постанов ВУЦВК від 23 вересня 1925 року та Волинського ОВК від 28 вересня 1925 року, проведено реорганізацію району: районний центр перенесено до села Іванків, район перейменовано на Іванківський, до складу Коростишівського району передано Студеницьку та Кмитівську сільські ради, до складу Черняхівського — Вересівську, Городищенську, Русько-Крошенську, Соколово-Гірську, Чесько-Крошенську сільські ради, до складу Троянівського району — Псищенську сільську раду.
Станом на 1 жовтня 1925 року площа території району становила 641,5 кв. верст, район поділявся на 23 сільські ради. В складі району утворено Коднянську та Котелянську селищні, 8 січня 1929 року — Калинівську сільську раду.
3 вересня 1930 року, відповідно до постанови ВУЦВК, район ліквідовано, територію району розділено між суміжними адміністративно-територіальними утвореннями: Андрушівським (Котелянська селищна та Антопільська, Волосівська, Іванківська, Івницька, Ново-Котелянська, Старо-Котелянська, Старосільська сільські ради), Коростишівським (Руднє-Грабівська, Смолівська та Туровецька сільські ради), Троянівським (Коднянська селищна та Закусилівська, Коднянська, Ліщинська, Лукська, Млинищенська, Розкопано-Могильська, Янковецька сільські ради) районами та Житомирською міською радою (Вацківська, Калинівська, Левківська, Пісківська, Пряжівська та Станишівська сільські ради).

## Населення
У 1923 році кількість населення становила 32 681 особу, щільність — 72 особи на кв. версту, у 1925 році — 48 296 осіб.
Відповідно до результатів перепису населення 1926 року, кількість мешканців району становила 45 268, з них за національністю (у відсотках до загальної кількости): українці — 89,4, поляки — 4,9, євреї — 4,7, росіяни — 0,4, німці — 0,2, білоруси — 0,1.

## Економіка
В часи, так званої, нової економічної політики територію району було віднесено до I району заможності Волинської округи. Ґрунти цього району заможності визначались як чорноземні та темні суглинки.